# Т-72А
Т-72А (Об'єкт 176) — радянський основний бойовий танк, подальша модернізація Т-72. Прийнятий на озброєння радянської армії 22 червня 1979 року. Випускався Т-72А до 1985 року.

## Опис
Підсилено броньовий захист башти. Комбінована броня покращена додаванням нових неметалевих матеріалів.
На Т-72А встановлено 125-мм гармату 2А46, яка має більш плавний відкат при пострілі завдяки компенсатору рідини у відкатному гальмі, що допомогло покращити точність та дальність пострілу. Версії з 1981 року оснащувалися модернізованою гарматою 2А46М. Нововведення у прицільному комплексі включають встановлення лазерного прицілу-далекоміра ТПД-К1 і активно-пасивного прицілу ТПН-3-49. У механіка-водія встановлено нічний активно-пасивний пристрій ТВНЕ-4Б.
Т-72А має новий V-подібний 12-циліндровий дизель В-46-6 потужністю 780 к.с.
У процесі виробництва танк продовжували вдосконалювати. З 1981 року на нього встановлювали модернізовану 125-мм гармату 2А46М. З 1982 року встановлювався прицільний комплекс 1А40, який включав у себе лазерний приціл-далекомір ТПД-К1. У 1984 році було встановлено новий двигун В-84 потужністю 840 к.с. З 1985 року танк оснащували ефективним очищувачем повітря та системою підігріву повітря, що впускалося (ПВВ).

## Основні модифікації
- Т-72А — базовий варіант. Т-72АК — командирський танк зі зменшеним боєкомплектом та додатковими засобами зв'язку.
- Т-72М — експортний варіант танку Т-72А 1980 року. Він мав іншу броньову конструкцію башти, комплектацію боєприпасів та системою захисту.
- Т-72М1 — модернізація танку Т-72М 1982 року. Він відрізнявся додатковим 16-мм броньовим листом на верхній лобовій деталі корпусу та комбінованою бронею башти з піщаними стрижнями як наповнювачем.
- Т-72М1М — експортна модернізація танку Т-72М1, обладнана ДЗ, новою системою керування вогнем, супутниковою навігаційною системою, поєднаною з ТІКС. Спочатку встановлювали КАЗТ «Арена» та змішаний комплекс ДЗ, «Контакт 5» на ВЛД та «Релікт» на башті, пізніше встановили повний комплекс ДЗ «Релікт» та прибрали КАЗТ «Арена». Встановили також автомат супроводження цілі. Встановлено ККО 9К119 «Рефлекс». Двигун замінено на В92С2 потужністю 1000 к. с.
- Т-72АВ — версія 1985 року з навісним динамічним захистом.
- Т-72АМТ — сучасна українська модернізація.

## Галерея

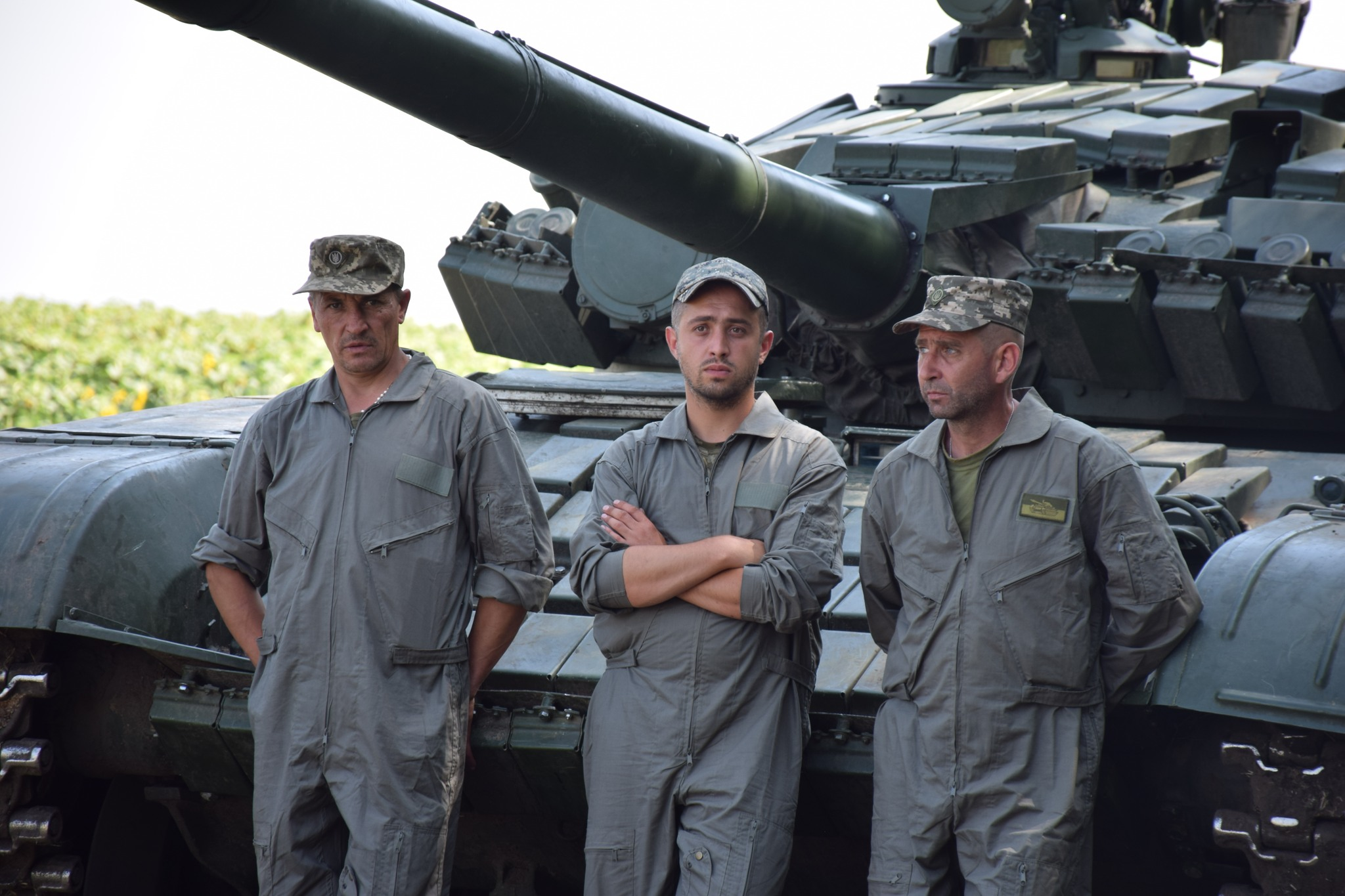
Воїни 24 ОМБр з Т-72А або чеським Т-72М1
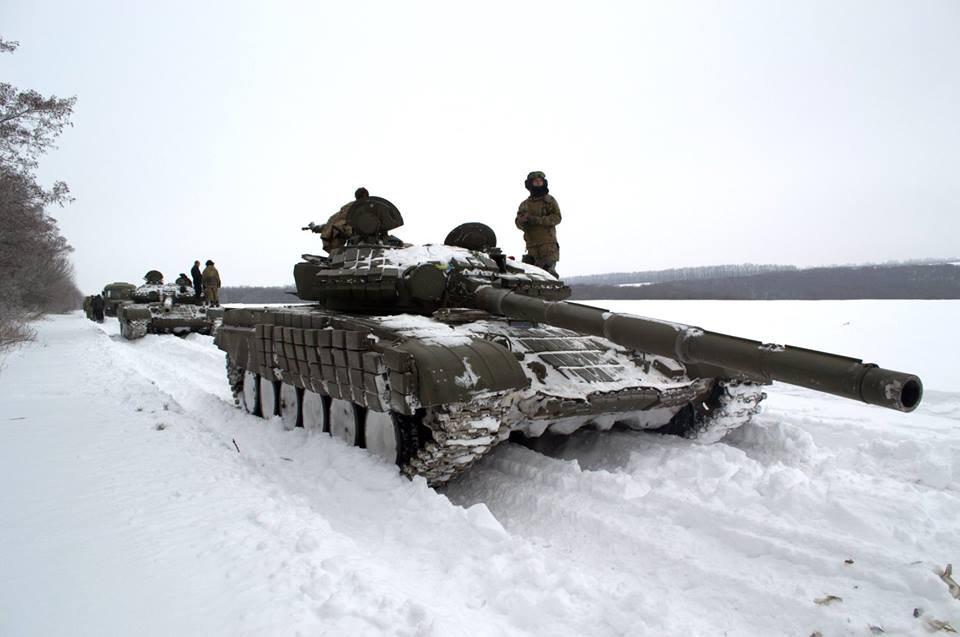
Т-72А на навчаннях 58 ОМБр в 2018
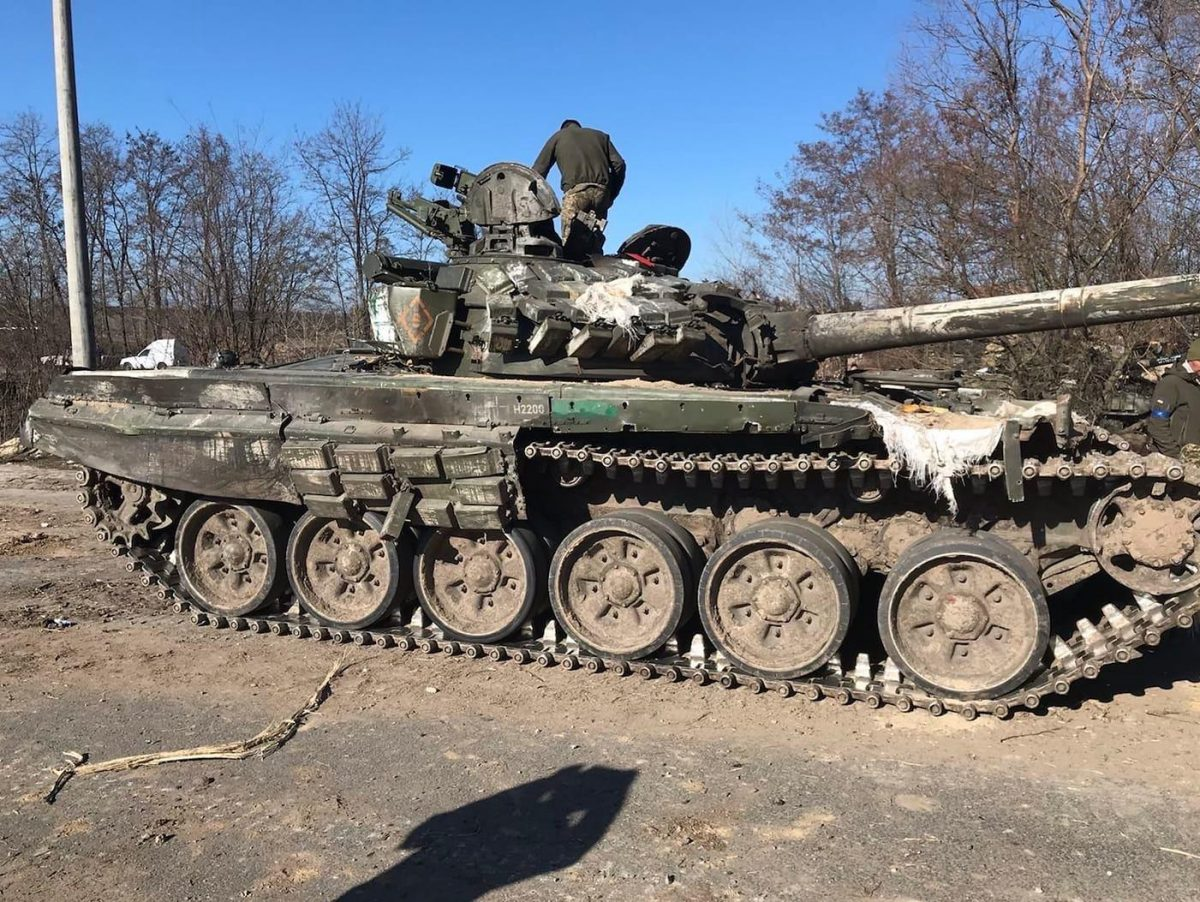
Трофейний російський Т-72АВ, березень 2022